# Jackson Hole Economic Symposium

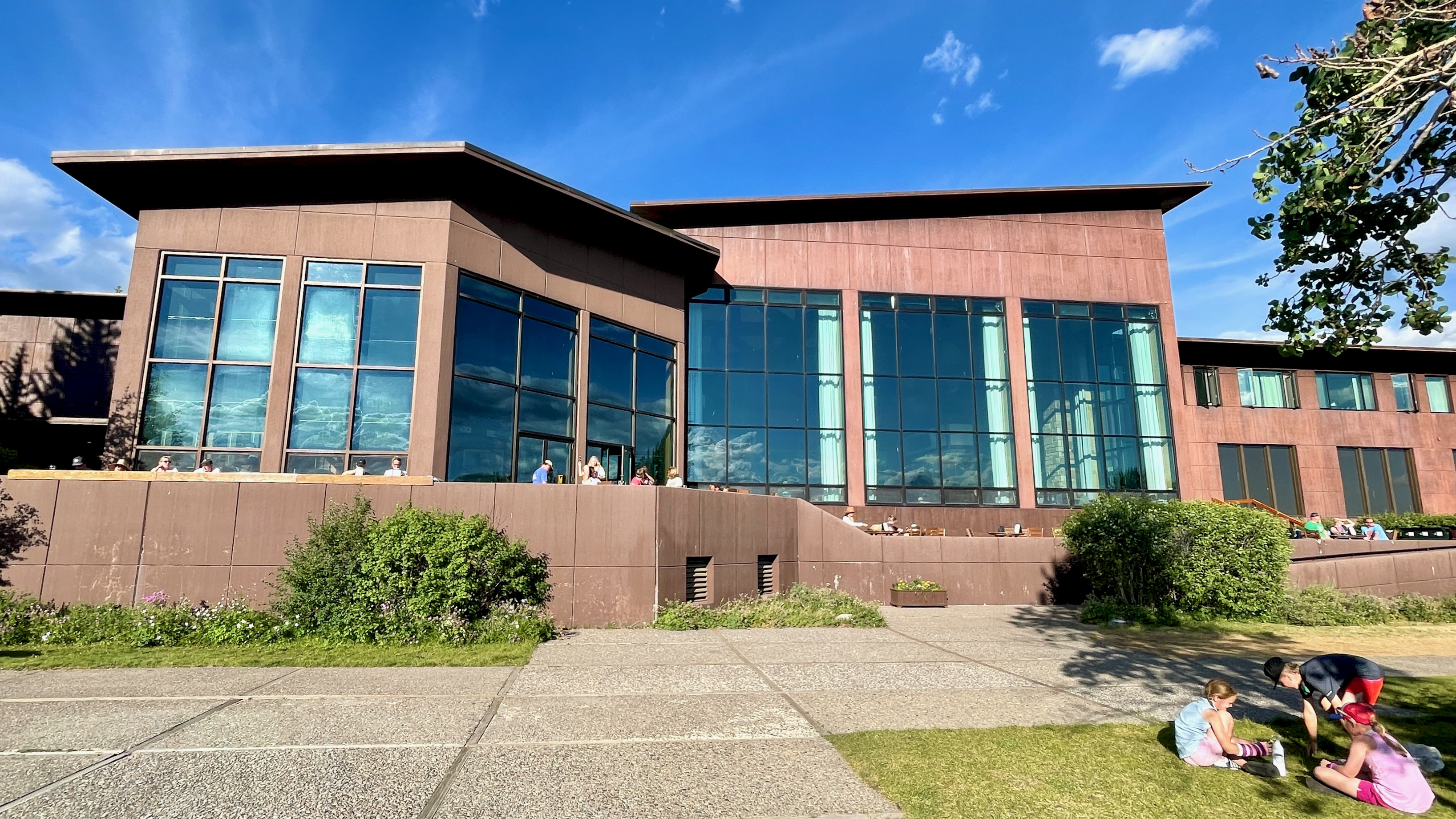
Jackson Lake Lodge

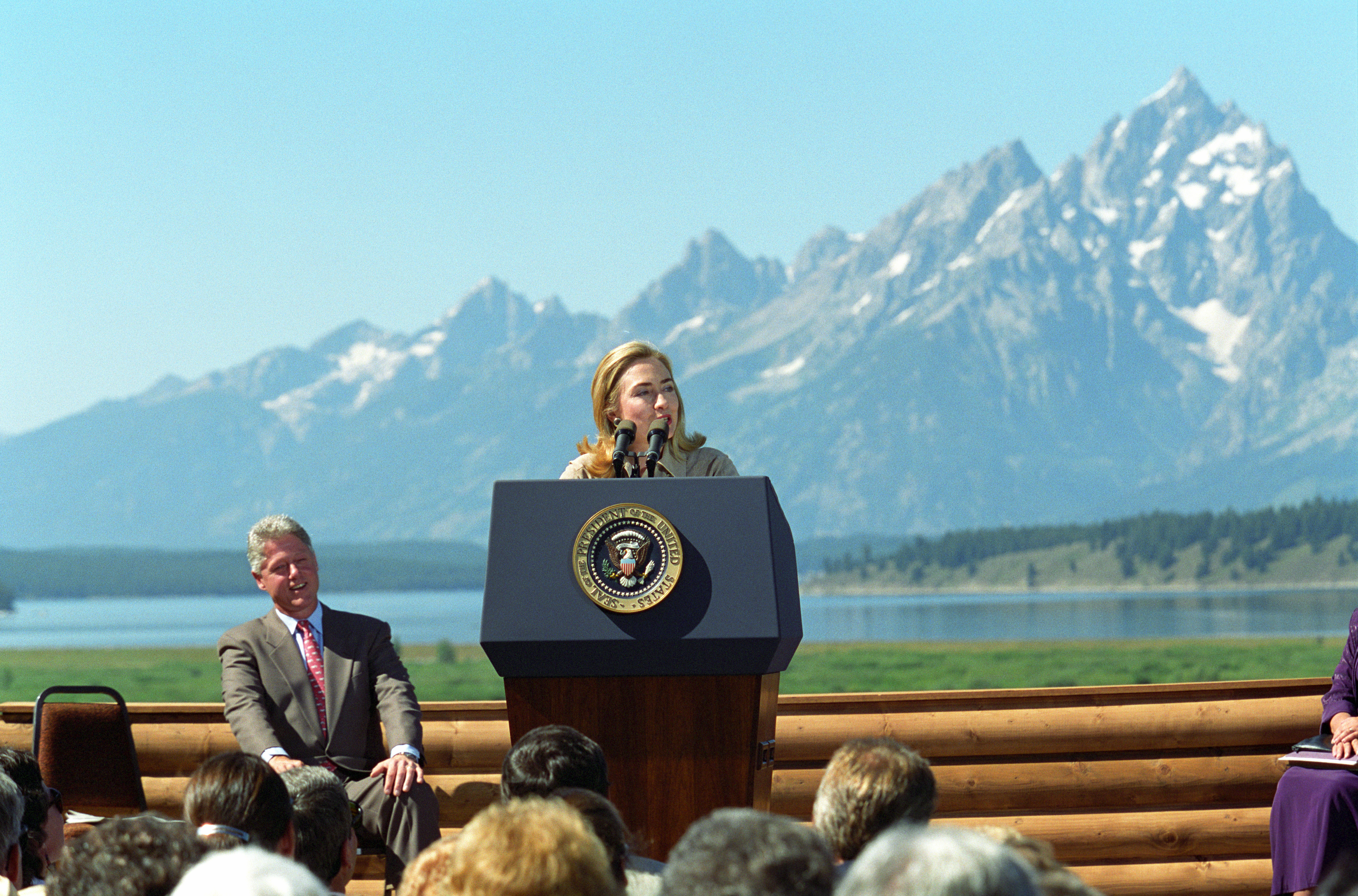
Hillary Rodham Clinton in der Jackson Lake Lodge mit dem Grand Teton im Hintergrund

Das Jackson Hole Economic Symposium (Deutsch: Jackson-Hole-Wirtschaftssymposium) ist eine dreitägige internationale Konferenz, die jedes Jahr von der Federal Reserve Bank of Kansas City in Jackson Hole, Wyoming in den Vereinigten Staaten veranstaltet wird und an der führende Vertreter von Zentralbanken aus der ganzen Welt teilnehmen. Die Zentralbanker erörtern hier Weltereignisse sowie  Finanz- und Wirtschaftstrends. Diskussionen in Jackson Hole werden in der Finanzpresse insbesondere aufgrund ihres Einflusses auf die Entwicklung der weltweiten Zinssätze genau beobachtet. Die New York Times bezeichnete das Treffen als „das exklusivste Wirtschaftstreffen der Welt“.
Die Veranstaltung findet im späten August in der Jackson Lake Lodge im Grand Teton National Park im Teton County von Wyoming statt. Die Federal Reserve Bank of Kansas organisiert das Treffen seit 1978 und seit 1981 ist Jackson Hole der Veranstaltungsort. Die Konferenz wurde unter anderem deshalb dort abgehalten, weil Paul Volcker, der damalige Vorsitzende der Federal Reserve, vom Fliegenfischen in diesem Gebiet profitieren wollte. Zu den regelmäßigen Teilnehmern gehören Spitzenökonomen des Federal Reserve Board sowie andere wichtige Entscheidungsträger wie ausländische Zentralbankgouverneure. Es werden Wirtschaftspapiere veröffentlicht und Vorträge gehalten.
Die Tagung von 1984 befasste sich mit Ursachen der Inflation. Im Mittelpunkt der Tagung 2016 standen die Auswirkungen der Zentralbankbilanzen auf die Finanzstabilität und beim Treffen 2018 standen die Auswirkungen der Tech-Giganten auf die Weltwirtschaft auf der Agenda. Auf der Tagung 2020 kündigte der Fed-Vorsitzende Jerome Powell eine neue Zinserhöhungspolitik an, die sich nicht nur auf die Arbeitslosigkeit oder die Inflationserwartungen stützt.
Während der COVID-19-Pandemie wurde das Wirtschaftssymposium für 2020 und 2021 virtuell abgehalten. Etwa 100 bis 120 Wirtschaftswissenschaftler, Zentralbanker und Journalisten trafen sich zu dem Symposium online.
Das Treffen im Jahr 2022 war das erste persönliche Treffen seit 2019.

Jackson Lake Lodge in der Morgendämmerung vom Lunch Tree Hill aus